# 宮中服

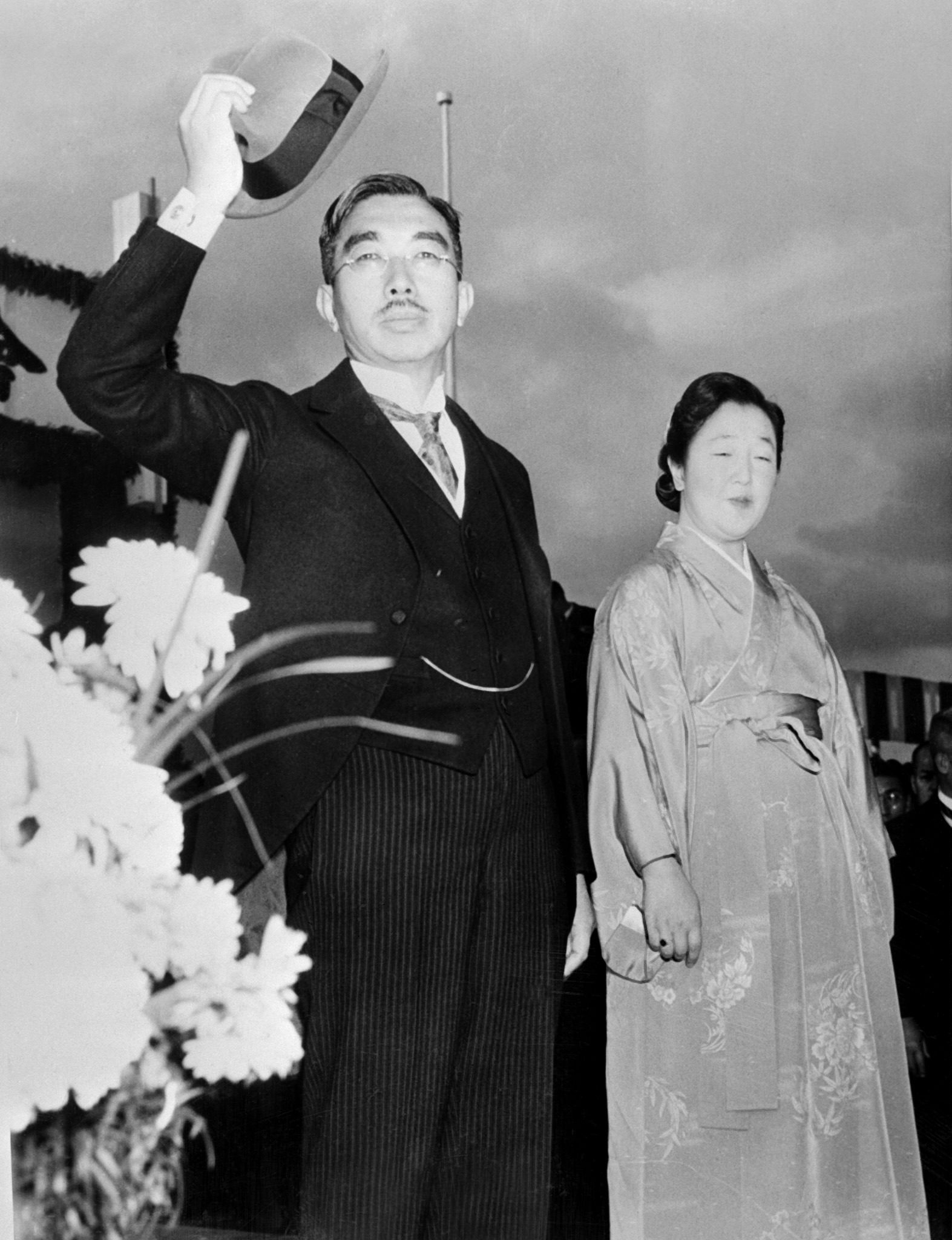
1946年頃撮影、昭和天皇と宮中服姿の香淳皇后

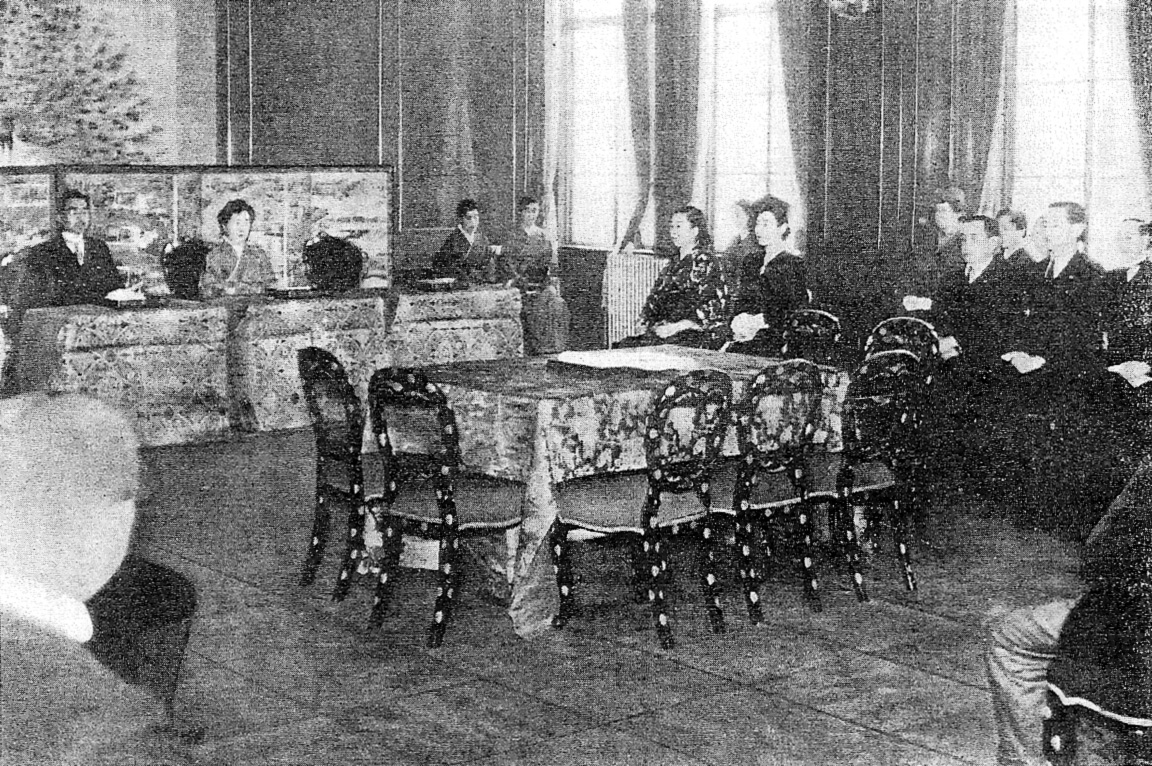
1950年（昭和25年）頃の宮中歌会始の儀。中央右の皇后、右奥に控える女官が宮中服を着用している。

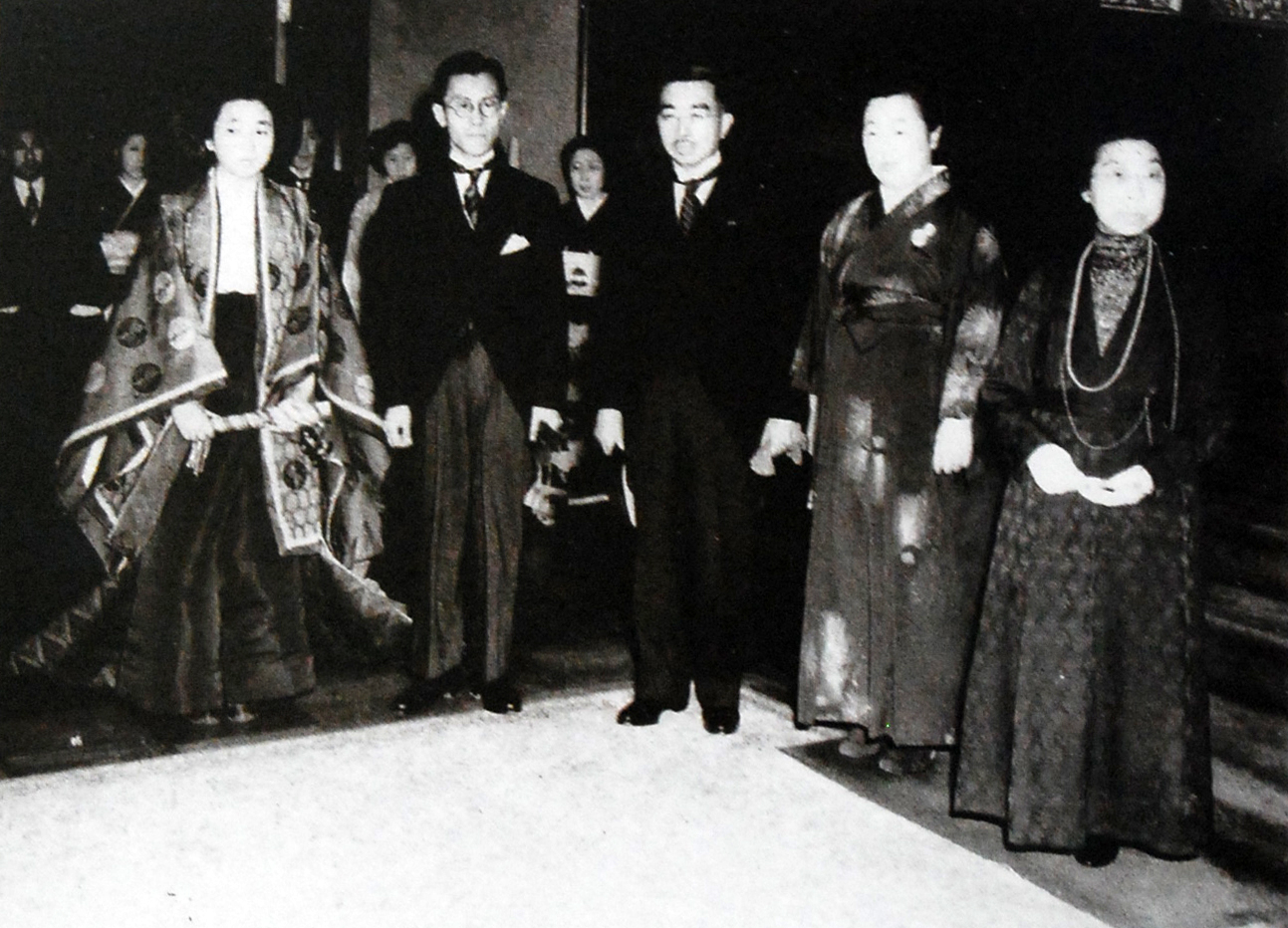
1950年（昭和25年）5月20日撮影、孝宮和子内親王の婚礼にて。左から4人目の香淳皇后は宮中服を着用。左端の和子内親王は袿袴を、右端の皇太后はドレスを着用

宮中服(きゅうちゅうふく)は、1944年（昭和19年）9月30日に、小磯内閣下で、「宮中ニ於ケル女子ノ通常服ニ関スル件」（昭和19年9月30日皇室令第8号）で制定された、皇室の婦人服。「宮廷服」、または香淳皇后が長らく着用を続けたことから「皇后服」とも。

## 歴史
1940年（昭和15年）に男子の国民服が、また1942年（昭和17年）には婦人標準服として腰丈の着物ともんぺが制定された。
さらに1944年（昭和19年）当時、大日本帝国は第二次世界大戦の渦中であり、前1943年（昭和18年）に定められた絶対国防圏もマリアナ・パラオ諸島の戦いで破られ、劣勢であった。こうした状況から、海外からの輸入が停止されて洋服生地が入らなくなった事情に鑑み、「宮中服」が考案された。
考案にあたっては、香淳皇后、秩父宮妃勢津子及び高松宮妃喜久子の3人と宮内省の式部官とで相談した。原型は大宮御所で用いられた「お茶席着」であったが、当時皇太后であった貞明皇后は、宮中服をほとんど着用せず、立て襟のドレスを改良したものを着用し続けた。
戦後は、皇后は長らく宮中服の着用を続けたが、これとは別に打掛状の「お掛け」が香淳皇后から秩父宮妃、高松宮妃、そして三笠宮妃百合子に贈られ、新年祝賀の行事は白羽二重の着物の上に、帯留なしで少し細い丸帯を文庫結びし、その上から「お掛け」を羽織り、手には象牙の扇子を持つ礼装が続いた。
1951年（昭和26年）の貞明皇后の崩御時も香淳皇后以下の妃は黒の宮中服で臨んだ。皇后が公の場で初めて和服を着用したのは、1952年（昭和27年）の第4皇女順宮厚子内親王の婚礼の際であり、以後は宮中服の着用も減少していった。
1954年（昭和29年）7月1日、第5次吉田内閣（吉田茂首相）下で制定された「内閣及び総理府関係法令の整理に関する法律」（昭和29年7月1日法律第203号）により明治以来の服装令は廃止された。
その後は、女性皇族の任意により、着用する衣服は柔軟に変化するようになった。

## 概要
上半身は細身の和服状、下半身は袴状になっており、無地の和服地一反分で上下を調製できた上、帯がない二部式だったため着装も簡便だった。皇族妃以上は紋緞子(もん)、女官以下は綸子(りんず)を礼装に、平常時は皇族妃も紋綸子、または洋服地とされた。
大戦中は、この上に肩衣状の厚手の織物を羽織って、宮中での儀式に参列した。洋装としての位置づけであり、宝冠章等の勲章も直に左胸に佩用し、足元はパンプスを着用した。
戦後も香淳皇后は宮中服の着用を続け、記録及び写真が残っている。皇太子明仁親王（当時）の家庭教師エリザベス・ヴァイニングが、1946年（昭和21年）10月17日に初めて宮中に参内して昭和天皇と香淳皇后に拝謁した際も、皇后は宮中服を着用しており、ヴァイニングはその様子を次のように描写した。
皇后自身も、1947年（昭和22年）6月3日に、宮中服を着用する理由を「宮中服だと一反でできるので都合がいいのです。和服を作り直してもちょうどよいし、それに少し派手になっても着られますので」と、記者たちに対し語っている。